# 吉川久夫
吉川 久夫（よしかわ ひさお、1931年3月 - 2001年7月）は、元アナウンサー。ラジオ東京→TBSで活動していた。

## 来歴・人物
1952年4月にラジオ東京（1960年11月29日より、TBS）へ入社。当初報道部へ配属されたが、1953年2月よりアナウンサーとなる（第2期生）。以来、主にスポーツ実況を担当した。1959年6月25日、日本プロ野球初の天覧試合（後楽園球場の読売ジャイアンツ対大阪タイガース戦）でラジオ実況を担当。
1963年11月1日、報道局運動部兼ニュース部へ異動する。11月9日、リキ・スポーツパレスでのボクシング中継の仕事を終え家路に着く途中の電車内で鶴見事故に遭遇し、現場近くのクリーニング店に駆け込んだ。のちにTBSに第一報を入れ、中継リポートを行った。
1964年開催の東京オリンピックでは、開会式をはじめ体操・重量挙げ・水泳などのテレビ実況を担当した。
1967年7月にラジオ局第一制作部兼テレビ編成局アナウンス部の所属となり、スポーツ担当から離れる。同年11月15日より、ラジオ局第一制作部兼テレビ編成局放送部兼アナウンサー研修室委員となる。1969年3月に、ラジオ局放送部兼テレビ編成局放送部兼アナウンサー研修室の所属となった。
1970年7月、ラジオ本部ラジオ営業局営業部へ異動しアナウンス職から離れた。以後、大阪支社（1976年3月）→テレビ本部テレビ営業局CM部（1979年12月）→テレビ営業局ネットワーク業務推進部（1982年8月）→JNNネットワーク協議会事業局（1983年6月）を経て、1984年4月にテレビ高知へ出向。1986年3月にTBSを定年退職。2001年7月に死去した。70歳没。

## 出演番組
※特記ない限り、1955年3月まではラジオ番組のみ明記。
スポーツ中継（1967年までの間に担当）
- 野球中継
  - プロ野球中継（1953年より担当[8]。ラジオ『TBSナイター』[注釈 3]・テレビ『水曜ナイター』『日曜ナイター』[注釈 4]
    - 日米野球中継（ラジオ）[11]

  - 都市対抗野球大会中継（ラジオ）[12]
- ボクシング中継
  - ラジオ『東洋ミドル級王座決定戦』（初代OBF東洋ミドル級王座決定戦「辰巳八郎対トニー・アルデゲール」。1954年3月22日、23:10 - 23:40）[13]
  - テレビ『東洋チャンピオンスカウト』（開始した1958年当時の担当）[14]
  - テレビ『ビッグファイト』（ビッグ・ファイト[1]。1963年）[2]
- 大相撲中継
  - テレビ中継（開始した1955年当時の担当）[15]
  - ラジオ『大相撲実況中継』（1958年 - 1966年）[16]
- 水上競技中継（ラジオ[17]）
- 陸上競技中継
  - ラジオ『第8回金栗賞朝日マラソン鎌倉大会実況』（1954年12月5日、14:05 - 15:20） ※小坂秀二、芥川隆行とともに出演[18]
- 競馬中継
  - テレビ『東京競馬実況 四才ステークス』（1956年4月8日、第2回東京競馬4日目の模様を、民間テレビ初の中央競馬実況中継として放送[19]）[20][21]
- 陸上、水上アジア大会最終予選（1954年4月11日、15:05 - 17:00）[22]
- 東京オリンピック中継（テレビ。1964年）

スポーツ中継以外
- おはよう行進曲（ラジオ。1962年）[1][2]